# Александровка (Гатчинский район)
Алекса́ндровка — деревня в Гатчинском муниципальном округе Ленинградской области.

## История
В 1794 году, предположительно по проекту архитектора И. Е. Старова, в имении и на средства коллежского советника А. Г. Демидова была построена каменная церковь во имя святого благоверного князя Александра Невского.
На «Топографической карте окрестностей Санкт-Петербурга» Военно-топографического депо Главного штаба 1817 года упоминается село Александровское из 33 дворов.

АЛЕКСАНДРОВСКОЕ — село принадлежит Демидову, гвардии штабс-ротмистру, при оном церковь каменная во имя Святого Александра Невского, число жителей по ревизии: 106 м п., 116 ж. п. (1838 год)

Согласно карте Санкт-Петербургской губернии Ф. Ф. Шуберта в 1844 году село Александровское насчитывало 42 крестьянских двора.

АЛЕКСАНДРОВСКОЕ — село генерал-майора Демидова, по почтовому тракту, число дворов — 36, число душ — 86 м. п.(1856 год)

Согласно «Топографической карте частей Санкт-Петербургской и Выборгской губерний» в 1860 году в селе Александровское насчитывалось 43 двора.

АЛЕКСАНДРОВСКОЕ — село владельческое при ключах, число дворов — 40, число жителей: 96 м п., 109 ж. п.; Церковь православная. (1862 год)

В 1874—1875 годах временнообязанные крестьяне села выкупили свои земельные наделы у Удельного ведомства и стали собственниками земли.

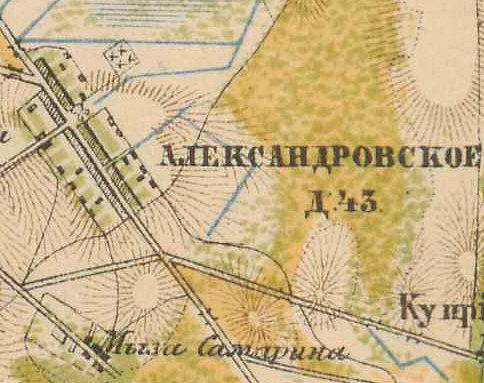
План села Александровское. 1885 год

В 1885 году, согласно «карте окрестностей Петербурга», село насчитывало 43 двора. Близ села находилась мыза Самарина.
Сборник Центрального статистического комитета описывал его так:

АЛЕКСАНДРОВСКОЕ — село бывшее владельческое, дворов — 45, жителей — 202; церковь православная, школа, 5 лавок.  В 3 верстах — церковь лютеранская. В 14 верстах — кирпичный завод. (1885 год).

В конце XIX — начале XX века село административно относилось к Староскворицкой волости 3-го стана Царскосельского уезда Санкт-Петербургской губернии.
По данным «Памятной книжки Санкт-Петербургской губернии» за 1905 год земли мызы Самарино площадью 4 десятины принадлежали барону Павлу Павловичу фон Дервизу.
В 1906 году Александроневский храм был перестроен под наблюдением архитектора А. А. Степанова.
К 1913 году количество дворов увеличилось до 64.
В 1920 году церковь была закрыта.
Согласно данным переписи населения СССР 1926 года в селе Александровское Таицкого сельсовета Староскворицкой волости Троцкого уезда проживали 399 человек — «русские и малороссы». В 1928 году население села Александровское также составляло 399 человек.
По данным 1933 года, это была уже деревня Александровка, которая входила в состав Таицкого сельсовета Красногвардейского района.
Деревня была освобождена от немецко-фашистских оккупантов 22 января 1944 года.
По данным 1966 и 1973 годов деревня Александровка входила в состав Большетаицкого сельсовета.
По данным 1990 года деревня Александровка находилась в административном подчинении Таицкого поселкового совета.
В 1997 году в деревне проживали 223 человека, в 2002 году — 298 человек (русские — 91%), в 2007 году — 246.

## География
Деревня расположена в северной части района на автодороге 41К-515 (подъезд к дер. Александровка).
Расстояние до административного центра поселения, посёлка городского типа Тайцы — 1 км.
Деревня находится в 2,5 км к северо-востоку от железнодорожной станции Тайцы.

## Демография
| 1862 | 2007 | 2010 | 2017 |
| ---- | ---- | ---- | ---- |
| 205  | ↗246 | ↗267 | ↗302 |

### Национальный состав
Согласно данным Всероссийской переписи населения 2021 года в деревне проживали 369 человек, из них:
 русские — 355, украинцы — 5, армяне — 3, финны — 2, таджики — 1, другие национальности — 2 человека,  один человек национальность не указал.

## Достопримечательности
Руины церкви святого великого князя Александра Невского. С 2009 года идёт восстановление церкви за счёт пожертвований прихожан.

## Улицы
Александровский переулок, Горская, Механизаторов.